# فوبوس دو شاتوپر
فوبوس دو شاتوپر به (فرانسوی: Phoebus de Chateaupers) یا سروان فوبوس، نام مردی است که یکی از شخصیت‌های کتاب گوژپشت نتردام را تشکیل می‌دهد. این سروان خوش چهره و زیباست ، ولی جوانی سبک‌سر و هوس‌باز است.

## در رمان

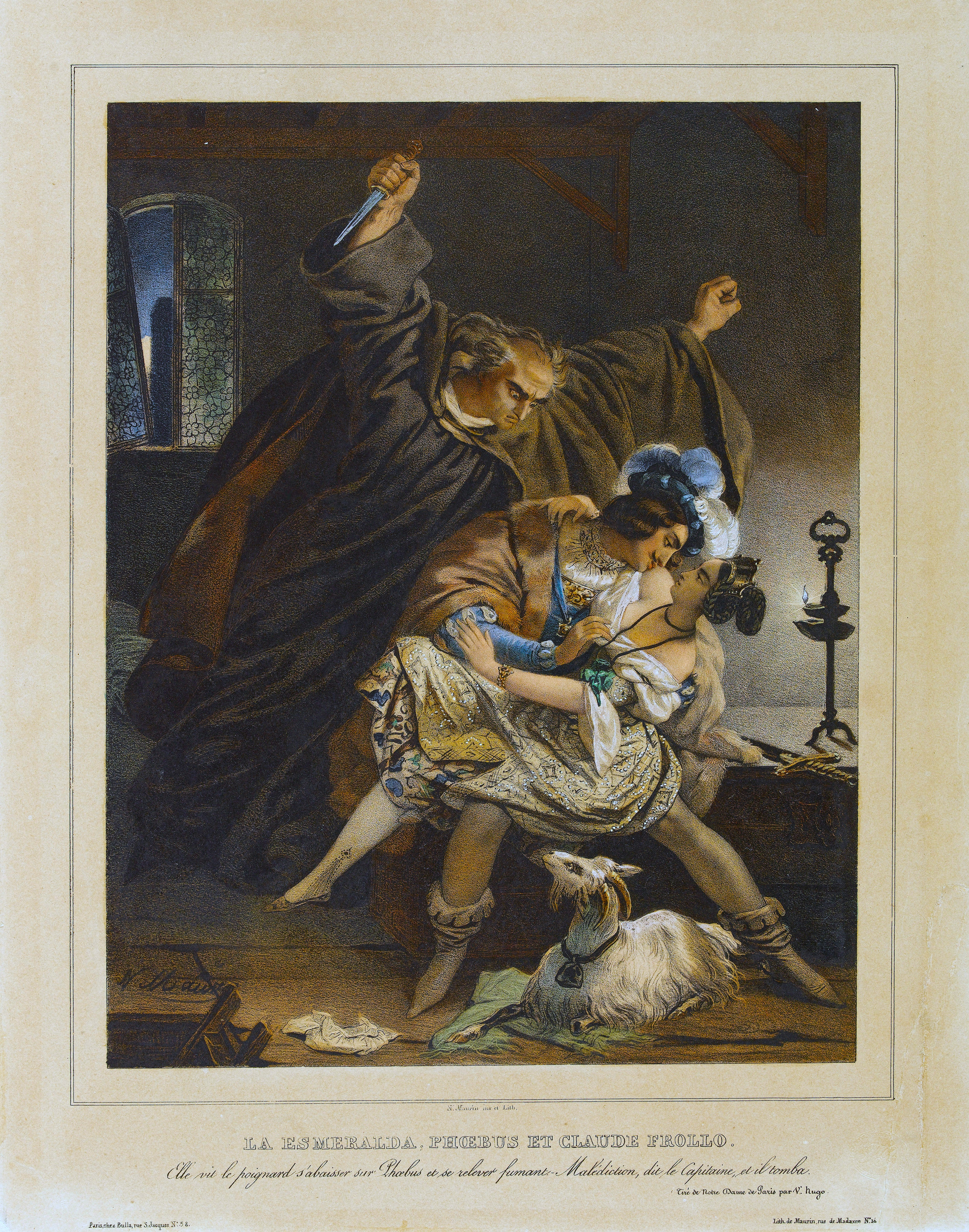
کلود فرولو، دیوانه از حسادت، آماده می‌شود تا فوبوس دو شاتوپر را با خنجر بزند. لیتوگرافی از نیکولا اوستاش مورَن، ۱۸۳۴

با اینکه در رمان اصلی فوبوس یک شخصیت ضد قهرمان است، اما بسیار خوش تیپ و خوش چهره است و البته نجیب‌زاده‌است.
وی بسیار بد دهن و بی بند و بار است.
وی به‌طور اتفاقی اسمرالدا را از شر کوازیمودو نجات می‌دهد و او عاشق او می‌شود.
وقتی اسمرالدا وابسته و به شدت عاشق وی می‌شود فوبوس نیز وانمود می‌کند همان احساسات را دارد اما آنچه او می‌خواهد نزدیکی جنسی با اسمرالدا است.
شبی در یک خانه اسمرالدا با فوبوس ملاقات می‌کند و عشق خود را به او اعلام می‌کند، و فوبوس اعلام میکند که احساسات مشابه او را دارد.
او در واقع با دختر عموی خود، فلوردی لیس دی گوندلاوریر، که یک خانم جوان کینه‌توز است و به زیبایی اسمرالدا حسادت می‌کند نامزد است.
وقتی کاپیتان قصد دارد با دختر عشق بازی کند، فرولو دچار حسادت می‌شود، وارد اتاق می‌شود و از پشت به او خنجر می‌زند. فرولو به سرعت فرار می‌کند و فوبوس مرده به نظر رسیده و اسمرالدا غش کرده و بروی زمین می‌افتد.
اعتقاد مردم بر این است که اسمرالدا، تنها کسی است که قاتل است. اما فوبوس نمی‌میرد و خیلی زود بهبود پیدا می‌کند، اما این مانع از محاکمه و محکومیت اسمرالدا به دلیل قتل و همچنین جادوگری نمی‌شود.
فوبوس می‌توانست بی گناهی اسمرالدا خود را ثابت کند، اما او با بهبودی کنار می‌ایستد و همچنین معتقد است که این اسمرالدا بود که او را خنجر زد.
در انتهای رمان فوبوس بر خلاف میل باطنیش، با دختر عموی خود فلوردی لیس دی گوندلاوریر ازدواج می‌کند و بدون هیچ گونه پشیمانی شاهد اعدام اسمرالدا است.
شخصیت سروان فوبوس دو شاتوپر کتاب گوژپشت نتردام ویکتور هوگو یکی از معدود شخصیت‌هایی است که در این رمان زنده می‌ماند، اما هوگو تلویحاً می‌گوید که ازدواج او نه عاشقانه خواهد بود و نه خوشبختی برای وی به ارمغان می‌آورد.